# Climat de l'Île-de-France
Le climat de l'Île-de-France est l’état moyen des conditions de l'atmosphère terrestre sur le territoire de la région Île-de-France, fondé sur les moyennes et la variabilité de paramètres météorologiques (température, pression atmosphérique, précipitations, ensoleillement, humidité, vitesse du vent) pendant une période donnée, la période type de référence définie par l’Organisation météorologique mondiale étant de 30 ans.
Les températures en Île-de-France ont augmenté d’environ 2°C depuis le milieu du XXe siècle, une tendance similaire à celle au niveau national. Les précipitations ne présentent pas de tendance significative, mais une légère augmentation est observée en hiver et une diminution en été. Comme l'ensemble de la France métropolitaine, l'Île-de-France est ainsi exposée au réchauffement climatique qui contribue à modifier les climats locaux actuels et à des effets sur l'environnement, la santé et la société. Pour un scénario de réchauffement médian à élevé (2°C), l'augmentation régionale est d’environ 0,5 à 1°C par rapport à aujourd’hui, il y a des pluies plus fréquentes en hiver et plus rares en été, et certains extrêmes sont significativement modifiés.
Pour respecter les deux objectifs de l'accord de Paris sur le climat (réchauffement bien en-dessous de 2 °C et de préférence limité à 1,5 °C), une réduction forte et immédiate des émissions de CO2 est indispensable, jusqu'à atteindre la neutralité carbone, seule à même de stopper le réchauffement. La France, à travers sa politique climatique, déploie différentes stratégies d'atténuation et d'adaptation), avec des objectifs spécifiques comme la réduction des émissions de gaz à effet de serre de 40 % entre 1990 et 2030 (20 % en 2019) ou la réduction de la consommation énergétique finale de 50 % en 2050 par rapport à la référence 2012 en visant un objectif intermédiaire de 20 % en 2030. Dans ce cadre, le conseil régional d'Île-de-France crée le GREC francilien, un groupe régional d’experts sur le climat, et publie différents documents de stratégie (SDRIF, SRCAE, SRCE). Au niveau local, en décembre 2023, 37 intercommunalités sur les 59 pour lesquelles un PCAET est obligatoire ont adopté un PCAET, 11 sont en cours de consultation et 10 en cours d’élaboration

## Zonages climatiques

### Zonage de Joly et al. (2010)
- 3 : climat océanique dégradé des plaines du Centre et du Nord

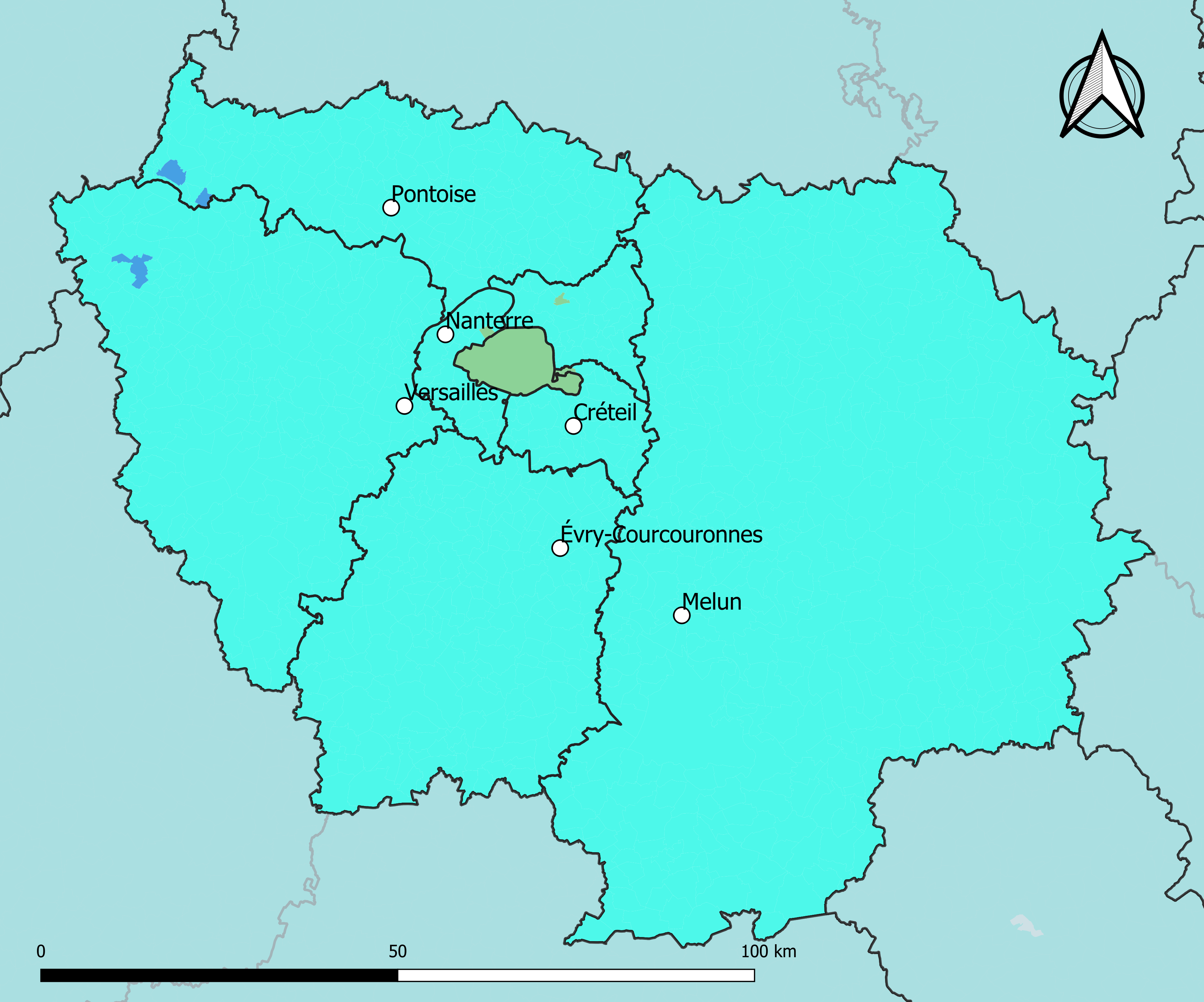
Zonage climatique de Joly et al. (2010).
3 : climat océanique dégradé des plaines du Centre et du Nord

Une étude du CNRS de 2010 réalisée par Daniel Joly, Thierry Brossard, Hervé Cardot, Jean Cavailhes, Mohamed Hilal et Pierre Wavresky a permis de classer les climats de métropole en huit grands types. Partant des mesures stationnelles de précipitation et de température mises à disposition par Météo-France, un jeu de 14 variables intégrant une série temporelle de 30 ans (1971-2000) est défini pour caractériser les climats et leurs modalités distinctives de variation. Une méthode originale dite d’interpolation locale permet de reconstituer les champs spatiaux continus des variables en question et de les exprimer sous forme de couches d’information gérables par SIG. Il en a résulté 8 types de climats. La région est en totalité exposée à un climat océanique dégradé des plaines du Centre et du Nord.
Le climat océanique dégradé des plaines du Centre et du Nord reste océanique mais avec de belles dégradations. Les températures sont intermédiaires (environ 11°C en moyenne annuelle, entre 8 et 14 jours avec une température inférieure à -5°C). Les précipitations sont faibles (moins de 700 mm de cumul annuel), surtout en été, mais les pluies tombent en moyenne sur 12 jours en janvier et sur 8 en juillet, valeurs moyennes rapportées à l’ensemble français ;

### Zonages de Météo-France (2020)

Zonages climatiques établis par Météo-France en 2020.
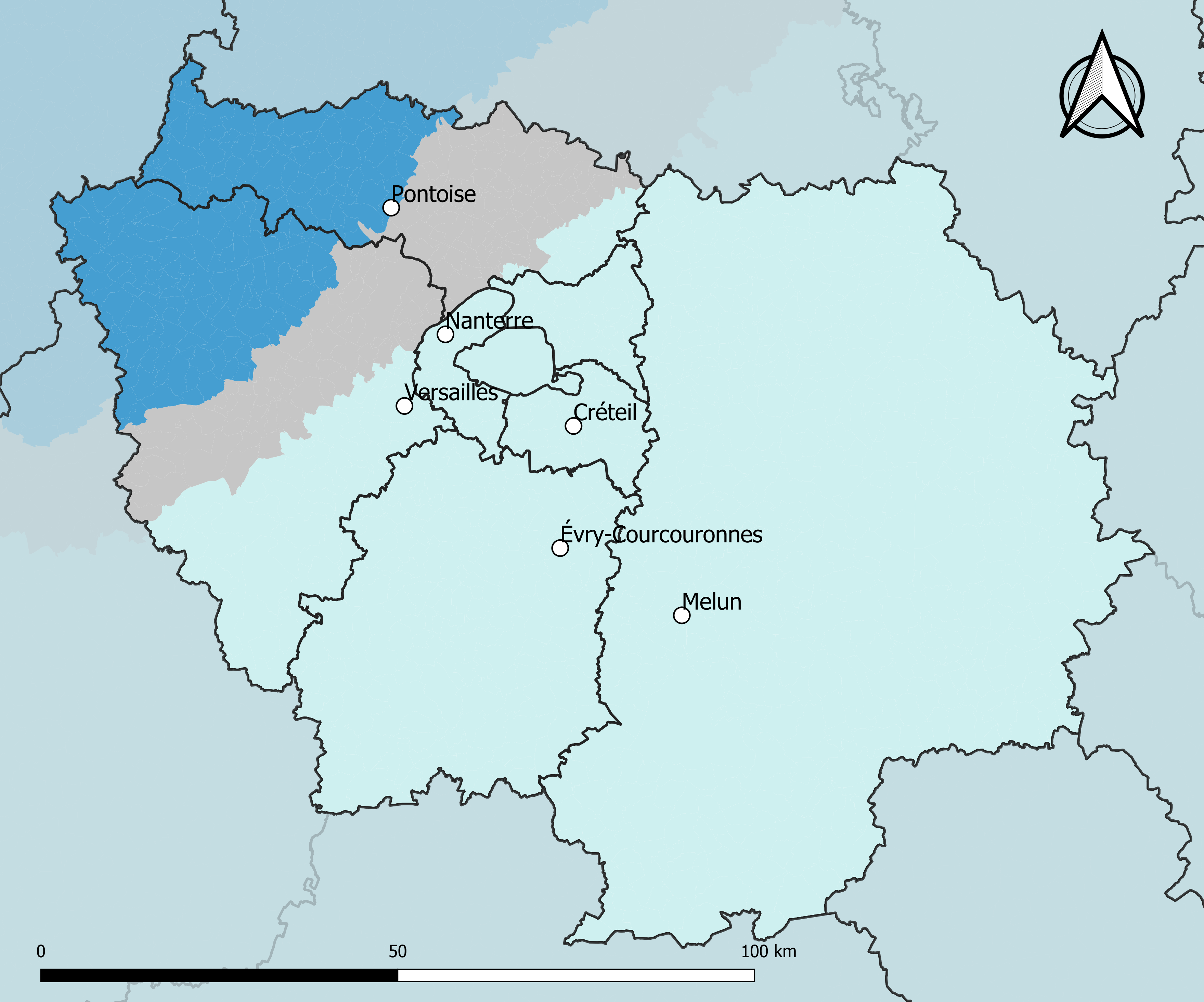
Découpage en zones climatiques. 1 Climat océanique 2 Climat océanique altéré
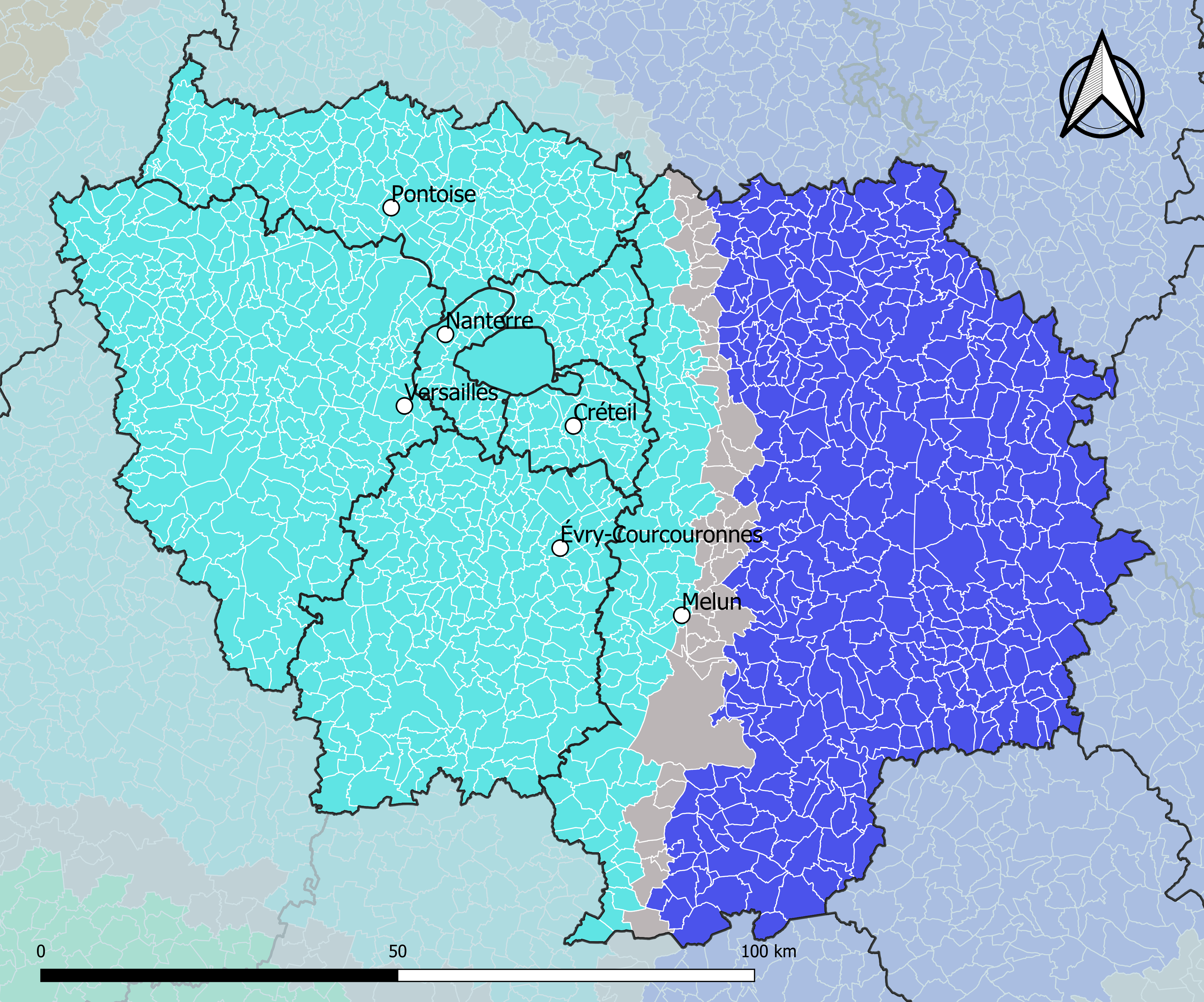
Découpage en régions climatiques. 1 Sud-Ouest du bassin Parisien 2 Nord-Est du bassin Parisien

## Paramètres climatiques

### Températures
Les températures en Île-de-France ont augmenté d’environ 2°C depuis le milieu du XXe siècle, une tendance similaire à celle au niveau national. Les cinq étés les plus chauds en Île-de-France, depuis 1950 sont, par ordre décroissant : 2003, 2018, 2020, 1976, 2019. En 2022, date de publication de l'étude, les trois derniers étés (2018, 2019 et 2020) sont parmi les cinq plus chauds, et entre 2015 et 2020, les étés sont tous plus chauds que tous ceux de la période 1950-1975.
Les projections climatiques DRIAS2020 donnent l'évolution climatique à l'horizon de 2050. Dans un scénario médian d'émission de gaz à effet de serre (RCP4.5), Paris devrait connaître en 2050 au moins 57 jours de sol sec en été (neuf de plus que les références actuelles de Météo France). La température pourrait dépasser les 35 degrés pendant 3 jours par an et des vagues de chaleur d'une semaine contre trois jours pourraient être observées.

### Précipitations
Les précipitations n’ont pas de tendance de long terme significative, mais une légère augmentation (diminution) est observée en hiver (été). Ces légères tendances peuvent être liées spécifiquement aux changements de circulations atmosphériques, avec une légère augmentation des circulations favorables aux forts cumuls pour l’hiver et faibles cumuls pour l’été, mais les études ne montrent pas de résultats totalement concordants. Ces tendances peuvent également résulter de la réponse thermodynamique au changement climatique (vapeur d’eau plus abondante).

### Paramètres des stations météorologiques historiques
Par station historique, il convient d'entendre une station qui permet de connaître trois normales climatiques consécutives (1971-2000, 1981-2010 et 1990-2020) sur Infoclimat. Il existe huit stations historiques dans la région.
| Département | Stations         | Températures            | Températures            | Températures             | Ensoleilmt | Précipitations | Précipitations           | Précipitations | Précipitations |
| Département | Stations         | moy moyenne (1991-2020) | maxi extrême            | mini extrême             | Ensoleilmt | Cumul moyen    | Max en 24 h              | Max en 5 j     | Moy > 1 mm     |
| ----------- | ---------------- | ----------------------- | ----------------------- | ------------------------ | ---------- | -------------- | ------------------------ | -------------- | -------------- |
| Essonne     | Orly             | 12,1                    | 41,9 (le 25 juil. 2019) | -16,8 (le 17 janv. 1985) | 1831.6     | 622,2          | 137,9 (le 19 juil. 1983) | 142,0 (juil.)  | 5,4            |
| Essonne     | Brétigny_sapc    | 10,7                    | 38,1 (le 24 juil. 2019) | -20,6 (le 9 janv. 1985)  | 8.1        | 822,5          | 127,0 (le 22 dec. 1986)  | 187,3 (dec.)   | 7,1            |
| Paris       | Paris-Montsouris | 12,8                    | 42,6 (le 25 juil. 2019) | -23,9 (le 10 dec. 1879)  | 1717.1     | 634,3          | 104,2 (le 6 juil. 2001)  | 112,4 (juil.)  | 5,6            |
| Val-d'Oise  | Le Bourget       | 12,1                    | 42,1 (le 25 juil. 2019) | -18,2 (le 17 janv. 1985) | 1634.3     | 616,3          | 300,0 (le 27 mai 1988)   | 322,2 (mai)    | 5,2            |
| Val-d'Oise  | Roissy           | 12,1                    | 41,4 (le 25 juil. 2019) | -17,8 (le 17 janv. 1985) | 1734.6     | 694,3          | 63,6 (le 24 août 1987)   | 99,2 (oct.)    | 5,6            |
| Yvelines    | Toussus Le Noble | 11,5                    | 40,8 (le 25 juil. 2019) | -17,4 (le 17 janv. 1985) | 0          | 677,0          | 84,2 (le 21 juil. 1982)  | 81,6 (avr.)    | 5,6            |
| Yvelines    | Trappes          | 11,6                    | 40,6 (le 25 juil. 2019) | -15,8 (le 17 janv. 1985) | 1713.6     | 686,3          | 91,2 (le 6 juil. 2001)   | 115,8 (juil.)  | 5,7            |
| Yvelines    | Villacoublay     | 11,7                    | 40,3 (le 25 juil. 2019) | -15,6 (le 17 janv. 1985) | 1548.3     | 697,2          | 200,4 (le 26 août 1987)  | 272,2 (août)   | 5,5            |

## Événements météorologiques exceptionnels

### Événements historiques
13 juillet 1788 - Orages sur le Nord de la France - Cet épisode a provoqué des ravages spectaculaires sur bon nombre de départements du nord-ouest de la France.

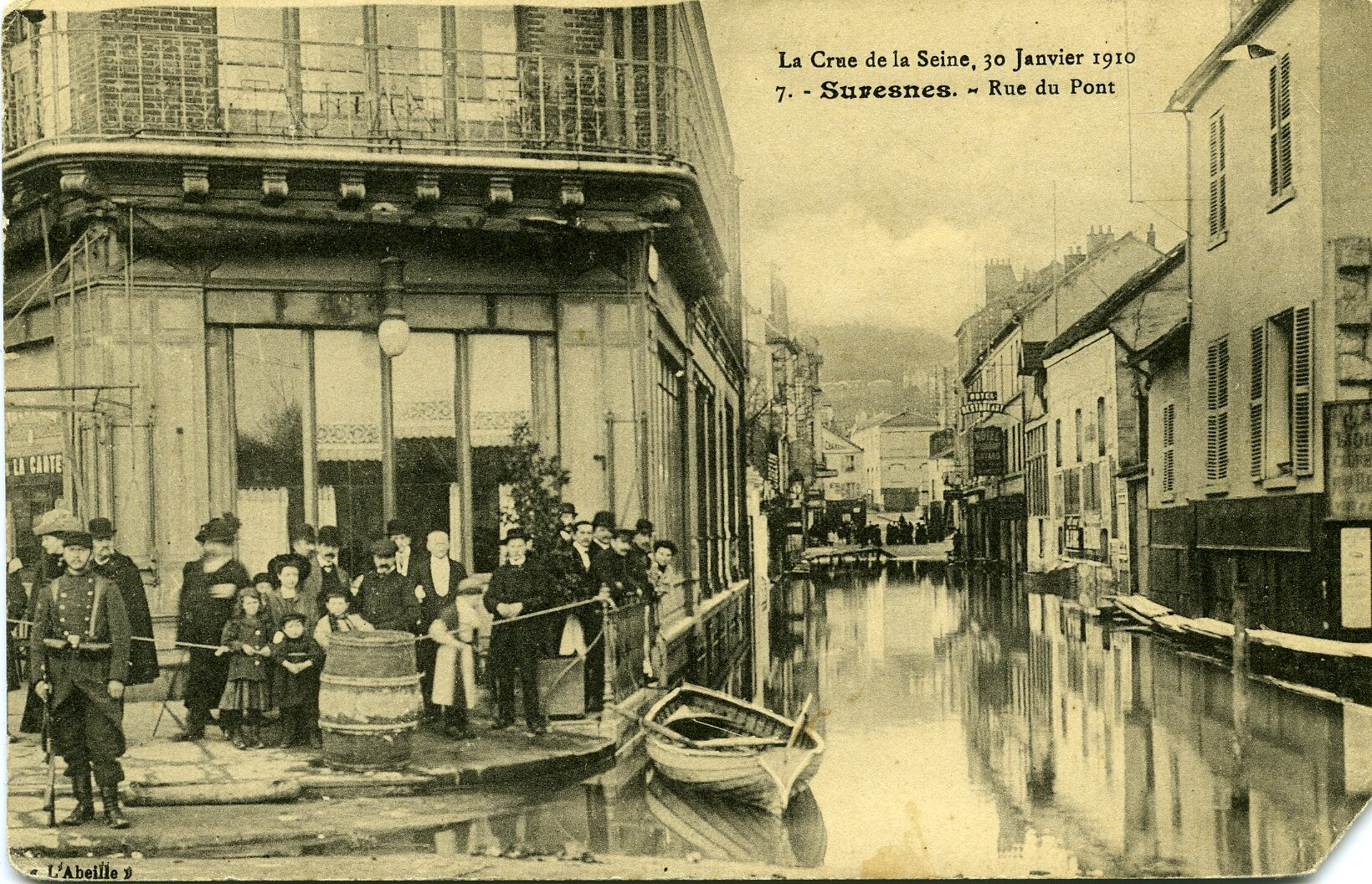
Suresnes, la rue du Pont inondée lors de la crue de 1910.

18 janvier 1910 - Crue historique de la Seine (et plus généralement dans le nord et l’est) - C’est « la » dernière crue majeure de la Seine à Paris. Si on prend en considération la crue des affluents du Rhin et du Doubs, l’évènement a touché une grande partie de la moitié nord de la France (plus de détails en fin d’article).
Janvier 1924 - Crue de la Seine - Un automne 1923 très pluvieux et de fortes précipitations en fin d’année provoquent une importante crue de la Seine en janvier 1924.
30 juin 1953 - Orages en région parisienne - Dans la nuit du 30 juin 1953, un orage violent affecte l’ouest parisien.
Janvier 1955 - Crue de la Seine - Une ampleur comparable à celle de janvier 1924, même si la cote maximale observée à Paris-Austerlitz le 23 est légèrement plus faible, avec 7,10 m. Cette valeur la classe au 3e rang depuis le début du XXe siècle. Janvier 1910 demeure la crue de référence.
Nuit du 19 au 20 juillet 1955 - Orages en région parisienne - Les 19 et 20 juillet 1955 de violents orages touchent la région parisienne.
Janvier 1959 - Crue de la Seine - Avec une cote maximale de 6,20 m mesurée à la station de Paris-Austerlitz le 19, la crue de la Seine de janvier 1959 est la plus importante observée au cours de la seconde moitié du XXe siècle.
7 août 1965 - Orage en Charente-Maritime - Les 6 et 7 août 1965, une ligne orageuse active traverse la France de la Charente jusqu’aux Ardennes.
29 juillet 1980 - Apocalypse sur les Yvelines - Le 29 juillet 1980 un orage d’une extrême violence éclate sur Versailles et la Ville nouvelle de Saint-Quentin en Yvelines.
14 janvier 1982 - Crue de la Seine - Une importante crue de la Seine en janvier 1982 résulte des effets cumulés d’un automne très humide suivi d’un début d’hiver remarquablement pluvieux.
6 juin 1982 - Orages violents en Île de France - Au cours de l’après-midi du 6 juin 1982 et de la nuit du 6 au 7 juin 1982 une instabilité orageuse a été constatée sur la région parisienne.
21 juillet 1982 - Orages violents en Île de France - Un système orageux de type frontal a lentement traversé la région parisienne dans la soirée du 21 juillet 1982 et la nuit du 21 au 22.
Nuit du 31 mai 1992 - Orage sur Paris - Dans la nuit du 31 mai au 1er juin 1992, se produit un orage d’une intensité exceptionnelle sur le nord de la région parisienne.
Décembre 1994 et janvier 1995 - Crues sur le bassin Seine-Normandie - Les crues de janvier 1995 sur le bassin de Seine-Normandie sont dues à une longue période pluvieuse de septembre 1993 à janvier 1995.
4 août 1997 - Violent orage de Magny-en-Vexin - La nuit du 4 au 5 août 1997 a été marquée par une série d’orages violents sur l’Île-de-France mais c’est dans le Val d’Oise, à Magny-en-Vexin, qu’ils ont été les plus remarquables.

### Années 2000
4 au 7 juillet 2001 - De très forts orages traversent la France - L’événement orageux traverse la France du Sud-Ouest au Nord-Est. De très fortes pluies se sont produites sur le relief des Hautes-Pyrénées le 4. Le 6, près de Strasbourg, les rafales de vent provoquent 14 victimes sous un chapiteau.
6 juillet 2001 - Orage sur Paris et la Petite Couronne - Dans la nuit du 6 au 7 juillet 2001, un orage de très forte intensité éclate sur le sud-ouest parisien entraînant d’importantes inondations dans le métro, dans certains secteurs pavillonnaires, mais aussi dans les bâtiments communaux et quelques espaces verts.

### Années 2010
27 juillet 2012 - De très forts orages traversent la France - L’événement orageux traverse la France du Sud-Ouest au Nord produisant de très fortes pluies sur les Pyrénées-Atlantiques, les Hautes-Pyrénées, le Gers, l’Oise et le Nord.
8 juin 2013 - Violents orages de la vallée de la Loire au Nord-Est - Dans l’après-midi du 8 juin 2013, de violents orages avec une forte activité électrique éclatent sur la région Île-de-France-Centre donnant des pluies souvent intenses.
19 juin 2013 - Violents orages sur le quart nord-est de la France - Le 19 juin 2013 plusieurs vagues orageuses remontent et touchent le quart nord-est de la France, particulièrement les régions Picardie et Champagne-Ardenne.
28 mai au 5 juin 2016 - Inondations sur Paris et en région Centre - Du 28 au 31 mai 2016, de nombreuses régions connaissent des cumuls de précipitations importants et dans certains cas exceptionnels. Cet épisode pluvieux est suivi d’une accalmie le 1er juin, tandis que les cours d’eau réagissent fortement jusque début juin.
9 juillet 2017 - Pluies diluviennes sur Paris et Nantes - Le 9 juillet 2017 une perturbation orageuse traverse la Bretagne et l’Île-de-France.
13 septembre 2017 - Fortes précipitations sur le Nord-Est - Le 13 septembre 2017, en marge de la tempête « Sebastian » qui sévit sur le nord de l’Europe, un front pluvieux très actif traverse le nord de la France.

## Politique et planification climatiques

### Niveau national
Pour respecter les deux objectifs de l'accord de Paris sur le climat (réchauffement bien en-dessous de 2 °C et de préférence limité à 1,5 °C), une réduction forte et immédiate des émissions de CO2 est indispensable, jusqu'à atteindre la neutralité carbone, seule à même de stopper le réchauffement. Diminuer les émissions des autres gaz à effet de serre, en particulier le méthane, est également pertinent. Pour répondre à cet objectif, la France, à travers sa politique climatique, déploie différentes stratégies d'atténuation et d'adaptation), avec des objectifs spécifiques comme la réduction des émissions de gaz à effet de serre de 50 % entre 1990 et 2030 (20 % en 2019) ou la réduction de la consommation énergétique finale de 50 % en 2050 par rapport à la référence 2012 en visant un objectif intermédiaire de 20 % en 2030. La traduction des engagements de la France sur le climat et l'énergie se décline en différents documents de planification aux niveaux régional et local.

### Niveau régional
Les régions sont des acteurs clés dans la lutte contre le changement climatique. Elles ont un rôle important à jouer dans l’adaptation et l’atténuation du changement climatique.

#### SRCAE, Schéma régional climat air énergie
L’élaboration d’un schéma régional d'aménagement, de développement durable et d'égalité des territoires (SRADDET), intégrant le Schéma régional climat air énergie (SRCAE) et le Schéma régional de cohérence écologique (SRCE), est confiée à la région par l’article 10 de la loi portant nouvelle organisation territoriale de la République (NOTRe) du 7 août 2015, à l'exception toutefois des régions Ile-de-France, Corse et des outre-mer. L'Île-de-France avait en effet adopté une démarche d'intégration antérieurement à la loi Notre avec l'adoption entre fin 2012 et fin 2013 du Schéma directeur de la région Île-de-France (SDRIF) 2030, dissocié du SRCAE et le SRCE. Le SRCAE a été approuvé par le conseil régional le 23 novembre 2012, puis arrêté par le préfet de la région Ile-de-France a le 14 décembre 2012,.
La révision du schéma directeur de la région Île-de-France (SDRIF) est engagée en novembre 2021, pour le transformer en un SDRIF-E, intégrateur des enjeux environnementaux, climatiques et d’aménagement, ainsi que celle du schéma régional climat air énergie (SRCAE). Les premiers travaux de révision du SRCAE estiment en 2023 que, pour atteindre la neutralité carbone en 2050 et outre les efforts importants de sobriété à mener, la production solaire photovoltaïque régionale doit être multipliée par 30, celle éolienne par 5, celle géothermique profonde par 3, ou encore celle de biogaz par 10. Toutes les énergies renouvelables et de récupération (EnR&R) sont concernées.

#### GREC francilien, groupe régional d’experts sur le climat
Le GREC francilien, groupe régional d’experts sur le climat, a été lancé fin 2020 par l'Institut Pierre-Simon Laplace (IPSL), et l'Institut de la transition environnementale de l'Alliance Sorbonne-Université (ITE).

### Niveau local

#### SCOT
Les lois Grenelle de 2009 et 2010 ont renforcé le rôle des schémas de cohérence territoriale (SCoT), en étendant leurs moyens d’actions dans de nombreux domaines (consommation d'espace, continuités écologiques, commerce, mais aussi air, énergie et climat). En Île-de-France, 10 SCOT sont opposables (en vigueur y compris 4 en révision) au 31 décembre 2022 et 6 sont en cours d'élaboration2.

#### PCAET
Instaurés par la loi relative à la transition énergétique pour la croissance verte du 17 août 2015, les plans climat-air-énergie territorial (PCAET) sont définis à l’article L. 229-26 du code de l'environnement. Ils sont obligatoires pour les établissements publics de coopération intercommunale (EPCI) à fiscalité propre de plus de 20 000 habitants. Les EPCI de moins de 20 000 habitants peuvent s’ils le souhaitent élaborer des PCAET volontaires. Chaque PCAET doit être mis à jour tous les 6 ans et faire l’objet d’un bilan à mi-parcours au bout de 3 ans.
En Île-de-France, 59 collectivités sont obligées d'élaborer un Plan Climat-Air-Énergie Territorial (PCAET) pour les EPCI de plus de 20 000 habitants, ou d’un Plan Climat-Air-Énergie (PCAE) pour les EPT de la Métropole du Grand Paris. En décembre 2023, 37 d’entre elles ont adopté un PCAET, 11 sont en cours de consultation et 10 en cours d’élaboration. Une note a été produite pour faire le bilan de l’avancement de l’élaboration des PCAET,.

#### PLU
Les Plans locaux d'urbanisme (PLU) et PLU intercommunaux doivent être compatibles le PCAET (et non plus simplement le prendre en compte comme c'était le cas jusqu'au 1er avril 2021).